# Tsunami de l'oceà Índic del 2004

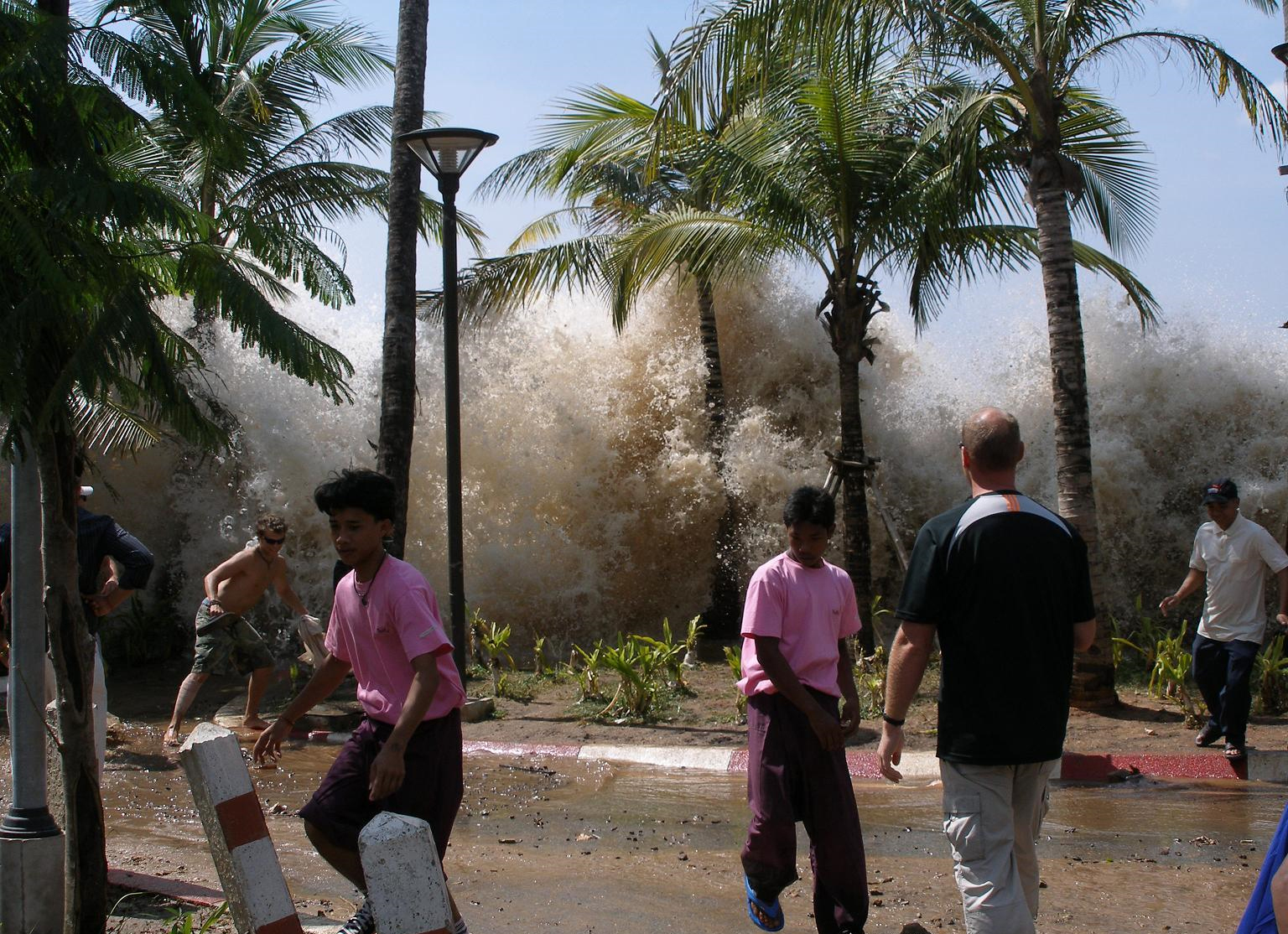
Imatge de l'impacte del tsunami

L'anomenat tsunami de l'oceà Índic o tsunami del Sud-est Asiàtic va ser un tsunami provocat per un terratrèmol submarí que s'originà a l'oceà Índic, prop de l'illa de Simeulue, al nord-oest de l'illa de Sumatra (Indonèsia) el diumenge 26 de desembre de 2004, a les 00:58:53 UTC (01:58:53 hora catalana; 07:58:53 hora local).
El terratrèmol va originar un seguit de tsunamis que devastaren les costes d'Indonèsia, Sri Lanka, l'Índia, Tailàndia i altres països amb onades gegants de fins a 30 metres d'altura que arribaren, fins i tot, a les costes d'Àfrica, a 4.500 km de l'epicentre, convertint-se així en la catàstrofe natural més mortífera de la història recent.

Animació del tsunami provocat pel terratrèmol del 26 de desembre de 2004 (vegeu-ne la versió completa)

El sisme -que va tenir una magnitud de 9,0 en l'escala de Richter- és el quart terratrèmol més gran ocorregut des de l'any 1900.
Es calcula que el desastre va causar al voltant de 228.000 víctimes, entre morts i desapareguts. Precisament, l'elevat nombre de persones desaparegudes portà les autoritats dels països afectats a admetre la impossibilitat de poder donar mai una xifra final exacta de víctimes mortals, a les quals, a més a més, cal afegir les morts que van acabar provocant les malalties i epidèmies que aparegueren com a conseqüència de les deficients condicions d'higiene i salubritat.

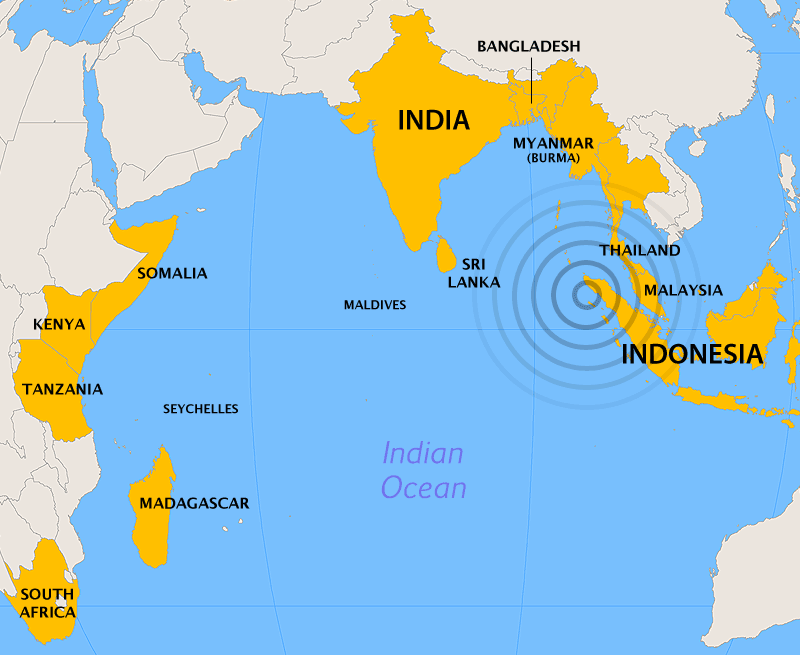
Localització de l'epicentre del sisme i països directament afectats pel tsunami originat a conseqüència del terratrèmol del 26 de desembre de 2004.

## Característiques del terratrèmol
L'hipocentre del terratrèmol es va situar a 3,307º de latitud Nord i a 95,947º de longitud Est, a uns 260 km a l'oest de l'illa de Sumatra, i a una profunditat de 30 km sota el nivell del mar. El terratrèmol per si sol (deixant de banda els tsunamis que provocà) es va sentir en països tan allunyats com ara Bangladesh, Malàisia, Myanmar, Tailàndia, l'Índia o les Maldives.

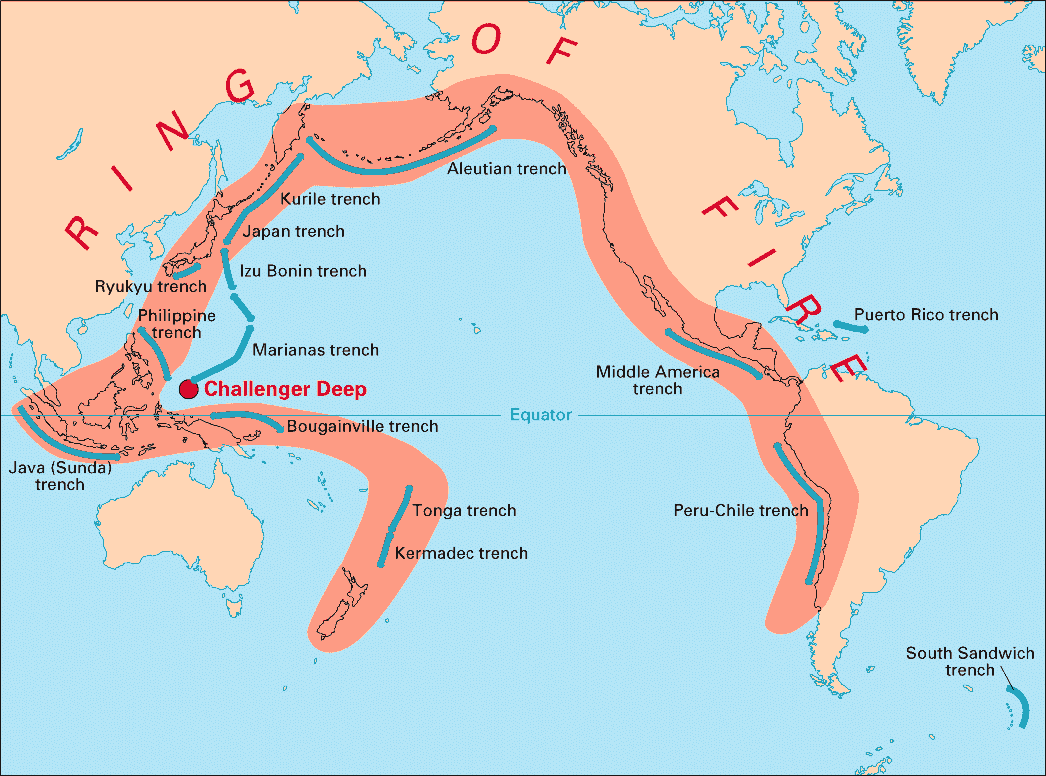
L'Anell de Foc (Ring of Fire) és la zona on es concentra la major activitat sísmica i volcànica del planeta.

Inicialment es va dir que el terratrèmol havia tingut una magnitud de 6.8 en l'escala de Richter. Fins i tot el prestigiós Centre d'Avís per Tsunamis del Pacífic (PTWC) el va mesurar per sota de la seva magnitud real (8,5). Mesuraments posteriors, però, van arribar a la conclusió que la magnitud final del terratrèmol havia estat de 9,0. No obstant això i a manca d'una confirmació final, noves anàlisis fetes públiques el febrer de 2005 apunten la possibilitat que la magnitud del terratrèmol hagués estat, fins i tot, superior, podent arribar als 9.3 graus.
La zona on es localitzà l'hipocentre es troba a l'extrem occidental de l'anomenat Cinturó de foc del Pacífic, un cinturó ric en sismes i volcans que concentra el 81% dels terratrèmols més grans que tenen lloc al planeta.

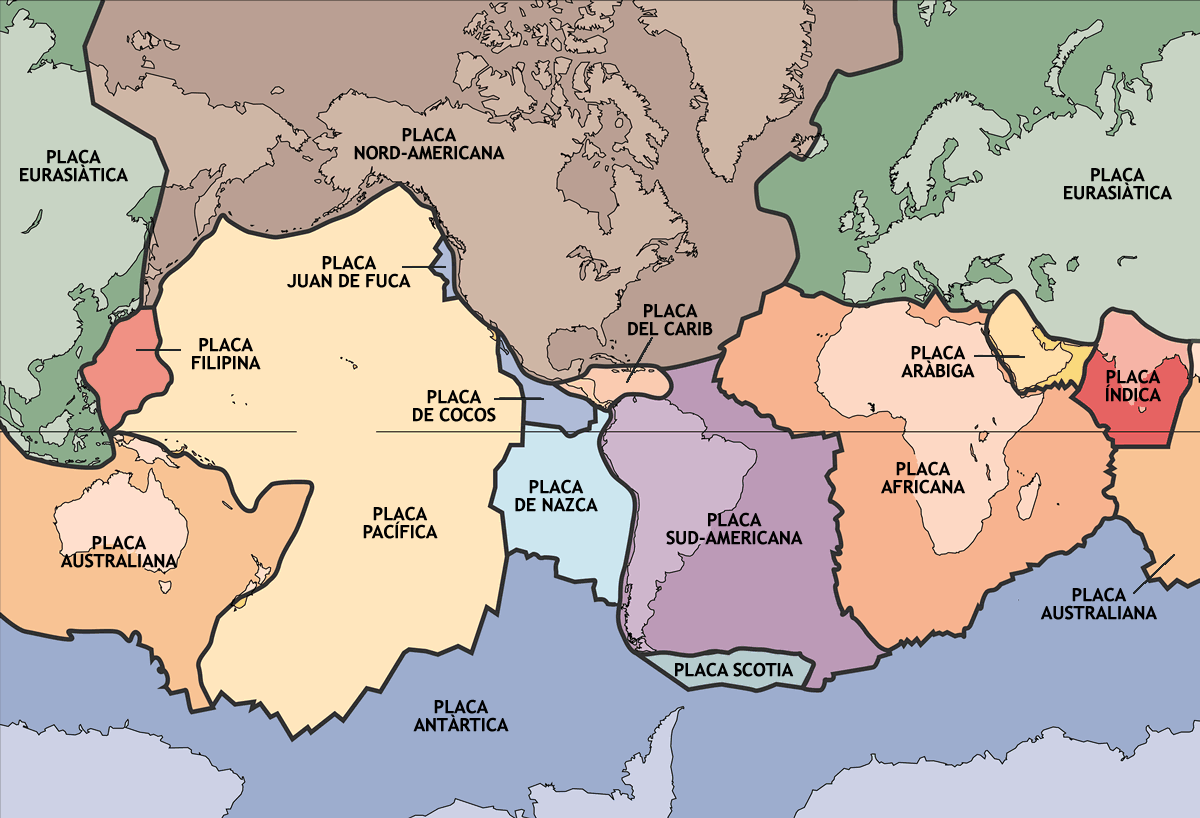
Les plaques tectòniques que configuren l'escorça terrestre.

Cal dir que el terratrèmol va ser particularment gran pel que fa a l'extensió geogràfica. Es creu que va provocar una fractura dels fons de l'oceà de 1.200 km de llargada per 15 metres d'altura. El trencament es va produir al llarg d'una zona de subducció pel xoc de dues plaques tectòniques: d'una banda la placa índica i, de l'altra, la placa birmana -que forma part de gran placa eurasiàtica-. Les dues plaques avancen en sentit contrari, de manera que la placa índica s'enfonsa sota la birmana a una mitjana de 6 cm/any.

### El poder del terratrèmol
Una dada molt significativa per conèixer el poder del terratrèmol és saber aproximadament quanta energia es va alliberar.
Es calcula que el terratrèmol de l'Oceà Índic podria haver alliberat l'energia equivalent a uns 475 megatones. Si es té en compte que la bomba atòmica d'Hiroshima equivalia a uns 20 kilotons, es pot deduir que l'energia alliberada durant el terratrèmol és comparable a la produïda per unes 23.750 bombes atòmiques.
Tanta energia s'ha traduït en alteracions directes damunt la Terra. Per exemple, la NASA ha calculat que per culpa del sotrac del terratrèmol la durada del dia s'ha escurçat en 2,68 μs. Igualment s'ha calculat que l'eix de rotació de la terra s'ha inclinat 2,5 cm cap a l'est. Aquests canvis, però, són imperceptibles i no afectaran el normal funcionament del planeta ni de la vida que en ell hi ha.
Més espectaculars són algunes transformacions de la superfície terrestre que han estat mesurades per mitjà d'imatges de satèl·lit i l'ús del GPS. Per exemple, l'extrem nord de l'illa de Sumatra (Indonèsia) s'ha desplaçat uns 36 metres cap al sud-oest i algunes petites illes situades al sud-oest de Sumatra, s'han desplaçat també uns 20 m en la mateixa direcció. Aquest moviment ha estat tan aviat horitzontal com vertical, raó per la qual algunes zones que fins a l'actualitat eren costaneres es troben ara sota les aigües del mar i difícilment es podran recuperar. El sisme també ha fet que el continent europeu s'aixequés 1 cm en relació amb la posició que tenia fins ara, i que la placa continental europea s'hagi desplaçat 2 cm cap al nord.

### Rèpliques i altres terratrèmols
En les hores i dies immediatament posteriors al gran terratrèmol, la regió propera al lloc de l'hipocentre va registrar nombroses rèpliques, la més important de les quals es va produir prop de les illes Nicobar i va tenir una magnitud de 7.1 graus.
Tres dies abans del terratrèmol, n'hi va haver un altre de magnitud 8.1 graus en una zona deshabitada de l'oceà Antàrtic, compresa entre l'illa Macquarie (Austràlia) i les illes Auckland (Nova Zelanda). Els experts consideren molt estranya aquesta circumstància perquè el més habitual és que a tot el món es produeixi només un terratrèmol a l'any amb una magnitud superior a 8.0 graus; aquí, en canvi, se'n produïren dos en tres dies. Alguns científics apunten la possibilitat que hi hagi una relació entre els dos terratrèmols, atès que es van produir en els dos extrems de la placa australiana. Altres científics neguen aquesta relació i ho atribueixen a la casualitat. També és una casualitat que el terratrèmol de l'Oceà Índic es produís just un any després del que va tenir lloc a la ciutat de Bam (Iran).

## Característiques del tsunami

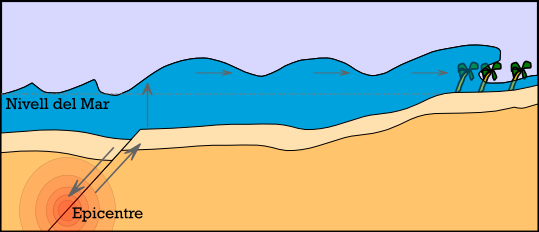
Esquema d'un tsunami

El trencament i enfonsament del llit de l'oceà provocat pel terratrèmol del dia 26 de desembre va desplaçar un enorme volum d'aigua que originà un tsunami que arrasà la costa dels països situats a la riba de l'oceà Índic, fins al punt que ha esdevingut el tsunami més devastador i mortífer de la història.
Segons càlculs científics, l'energia de les ones del tsunami del dia 26 de desembre de 2004, equivaldria a unes 5 megatones de TNT, que és la quantitat d'energia comparable al total de munició utilitzada durant la Segona Guerra Mundial (incloses les dues bombes atòmiques d'Hiroshima i Nagasaki).
Com que la fractura de 1.200 km produïda pel terratrèmol està orientada de nord a sud, la força de les onades del tsunami es propagà en direcció est-oest. Això explica, per exemple, que Bangladesh, que és al nord del Golf de Bengala i relativament a prop de l'epicentre, tingués molt poques víctimes comparat amb Somàlia, que tot i ser molt lluny de l'epicentre registrà moltes més víctimes perquè es trobava en la trajectòria natural del tsunami (a l'oest de l'epicentre).

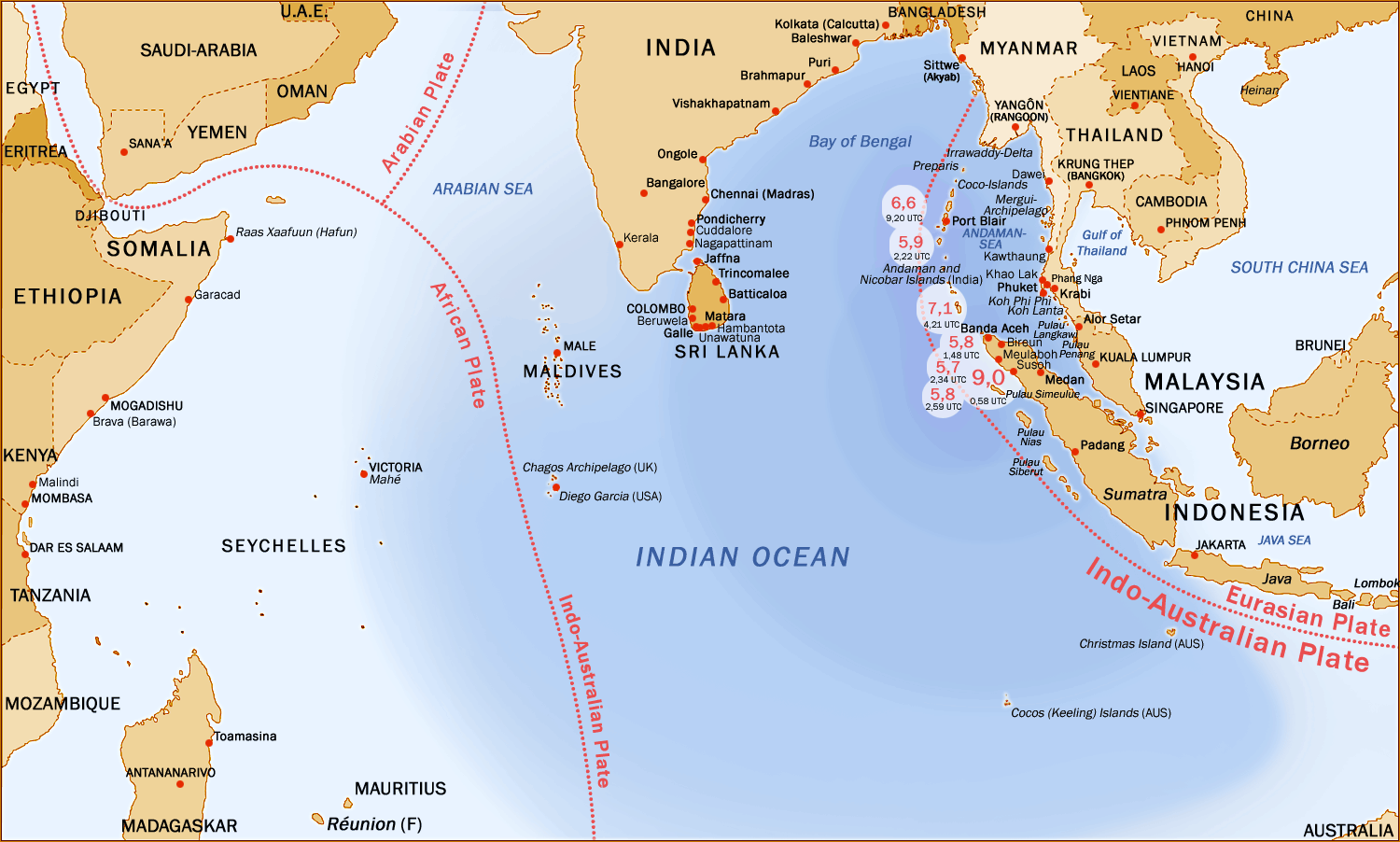
Mapa on es pot observar com zones que teòricament haurien d'haver quedat protegides del tsunami (per exemple, les costes occidentals de Sri Lanka i l'Índia) van ser igualment afectades per les onades gegants.

Les costes que quedaven a recer del tsunami haurien d'haver quedat teòricament a resguard del seu atac. Tot i així pot passar que les onades d'un tsunami experimentin una difracció. Una difracció es produeix quan les ones troben un obstacle o una petita obertura, deixen de propagar-se en línia recta, i volten l'obstacle o bé s'obren després de passar per l'obertura. Així, doncs, les ones del tsunami es van desviar de la direcció que portaven i van acabar colpejant, per exemple, les ciutats de Colombo i Beruwela (a la costa oest de Sri Lanka) o l'estat indi de Kerala, que en principi estaven a recer de l'embat del tsunami.

### La velocitat del tsunami
L'anomenat tsunami de l'oceà Índic o tsunami del Sud-est Asiàtic va ser un tsunami provocat per un terratrèmol submarí que s'originà a l'oceà Índic, prop de l'illa de Simeulue, al nord-oest de l'illa de Sumatra (Indonèsia) el diumenge 26 de desembre de 2004, a les 00:58:53 UTC (01:58:53 hora catalana; 07:58:53 hora local).
El terratrèmol va originar un seguit de tsunamis que devastaren les costes d'Indonèsia, Sri Lanka, l'Índia, Tailàndia i altres països amb onades gegants de fins a 30 metres d'altura que arribaren, fins i tot, a les costes d'Àfrica, a 4.500 km de l'epicentre, convertint-se així en la catàstrofe natural més mortífera de la història recent. Mar endins, i a una fondària de 4.000 m, el tsunami viatjà a una velocitat de 200 m/s (720 km/h) i presentava una alçada de només uns pocs centímetres (de 3 a 60 cm). Per contra, quan la fondària del mar va passar a ser de només 40 m, la velocitat del tsunami es reduí als 20 m/s (72 km/h), però, en canvi, l'alçada de l'onada que va acabar colpejant a la costa oscil·là entre els 10 m i els 30 m. Ho confirma el fet que els científics que han estudiat i avaluat l'impacte del tsunami a la regió indonèsia de Banda Aceh (la més castigada de totes) han trobat prou evidències com per pensar que el tsunami assolí una alçada d'entre 24 i 30 metres i que penetrà fins a 2 km terra endins.
Amb aquesta velocitat el tsunami del 26 de desembre va trigar només 30 minuts a arribar a la costa de l'illa de Sumatra (que és a 250 km de l'epicentre) i només 7 hores a recórrer els 4.500 km que separen l'epicentre de les costes africanes de Somàlia. Ara bé, curiosament trigà el mateix (2 hores) en arribar a Sri Lanka i a Tailàndia, quan Tailàndia és molt més a prop de l'epicentre que no pas Sri Lanka. La raó és senzilla: a mesura que s'acostava a la costa tailandesa perdia velocitat perquè allà l'Oceà Índic és menys profund que no pas camí de Sri Lanka.

### El tsunami més mortífer de la història
Malgrat que el terratrèmol del 26 de desembre fou un dels més grans de la història, va ser el tsunami que se'n derivà (i no el terratrèmol en si) el que portà la mort i la destrucció als països afectats.
Al llarg de la història recent, es té constància de nombrosos tsunamis amb víctimes mortals. Però el tsunami de l'Oceà Índic s'haurà convertit en el tsunami més mortífer i devastador de la història amb més de 300.000 morts, superant, amb escreix, les aproximadament 100.000 víctimes mortals que s'havien cobrat sengles tsunamis ocorreguts a Awa, Japó (l'any 1703) i a Lisboa i el Marroc (l'any 1775).

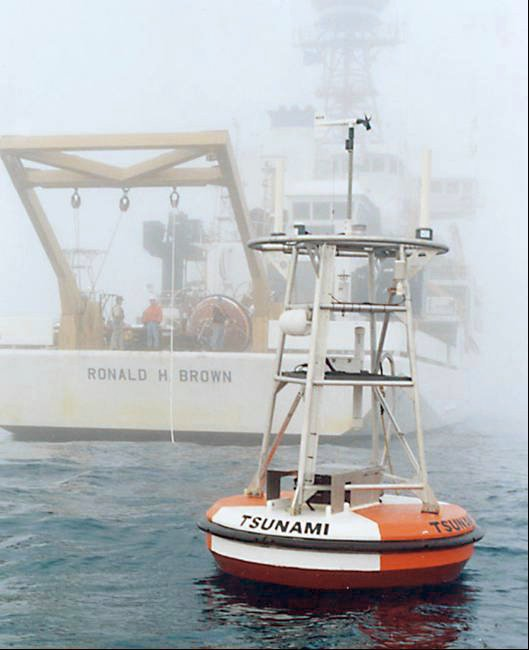
Boia per a detectar tsunamis

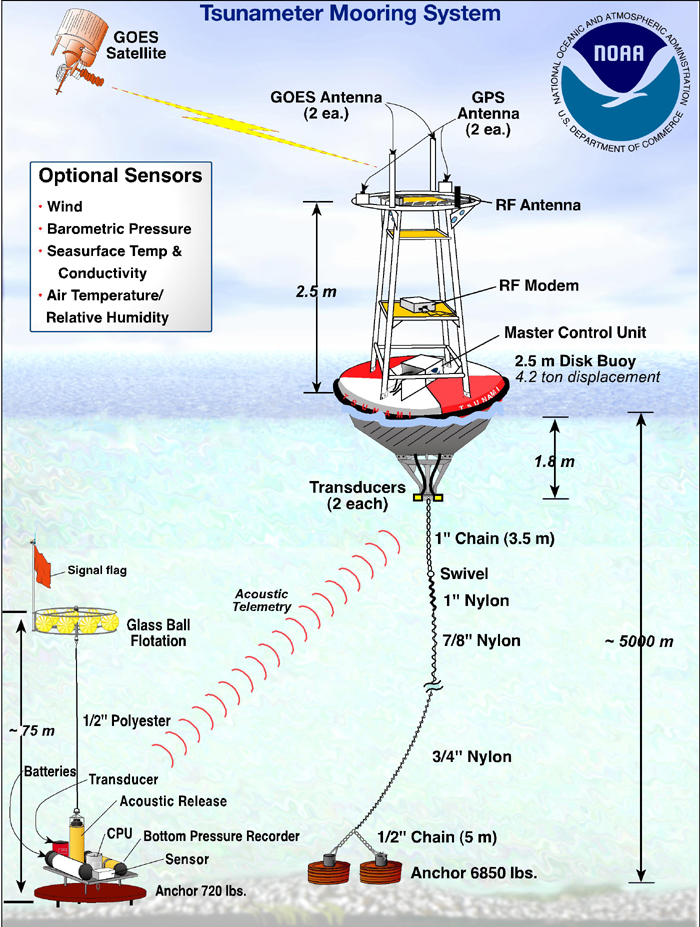
La boia està connectada a uns sensors que reposen al fons del mar. Quan els sensors detecten un terratrèmol marí envien un senyal a la boia. Si aquesta detecta una ondulació anormal del mar (tsunami) emet un altre senyal, via satèl·lit, a una central d'alertes per tsunamis. Font NOAA.

### Manca d'un sistema d'alerta per tsunamis
Tot i que entre el terratrèmol i l'impacte dels tsunamis va passar estona (fins i tot hores), el cert és que les onades gegants van agafar per sorpresa les víctimes. L'explicació està en el fet que a l'oceà Índic no existeix una xarxa de sensors i boies que pugui detectar l'arribada d'un tsunami i, per tant, tampoc no existeix un sistema d'alerta que permeti avisar a temps la població i evacuar-la en cas que se n'acosti un.
En canvi, els tsunamis sí que són freqüents a l'oceà Pacífic. Al llarg de l'anomenat Anell de Foc hi ha una completa xarxa de detecció. Però tot i que l'Anell de Foc arriba a l'Oceà Índic mai no ha existit aquesta xarxa perquè rarament s'hi produeixen tsunamis. De fet, l'últim gran tsunami registrat a l'Oceà Índic, es va produir l'any 1883, amb l'erupció del volcà Krakatoa.
Tot i la manca d'aquest sistema de detecció i alerta per tsunamis, la gran magnitud del terratrèmol (9.0 graus) hauria pogut fer pensar els científics en la possibilitat que desencadenés un tsunami. Però fins i tot això va fallar, perquè inicialment es va creure que el terratrèmol havia tingut una magnitud molt inferior (6.1, 8.5 graus). Dissortadament, quan es va determinar l'abast real del terratrèmol, el tsunami ja havia devastat totes les costes.
Per tot plegat des de l'ONU s'ha constatat la necessitat de disposar d'un sistema d'alerta per tsunami a l'Oceà Índic, tot i que hi ha qui suggereix que el més convenient seria disposar d'una xarxa de detecció global per a totes les zones de risc: el Pacífic, l'Índic, l'Atlàntic i el mar Carib.

### Altres senyals d'avís

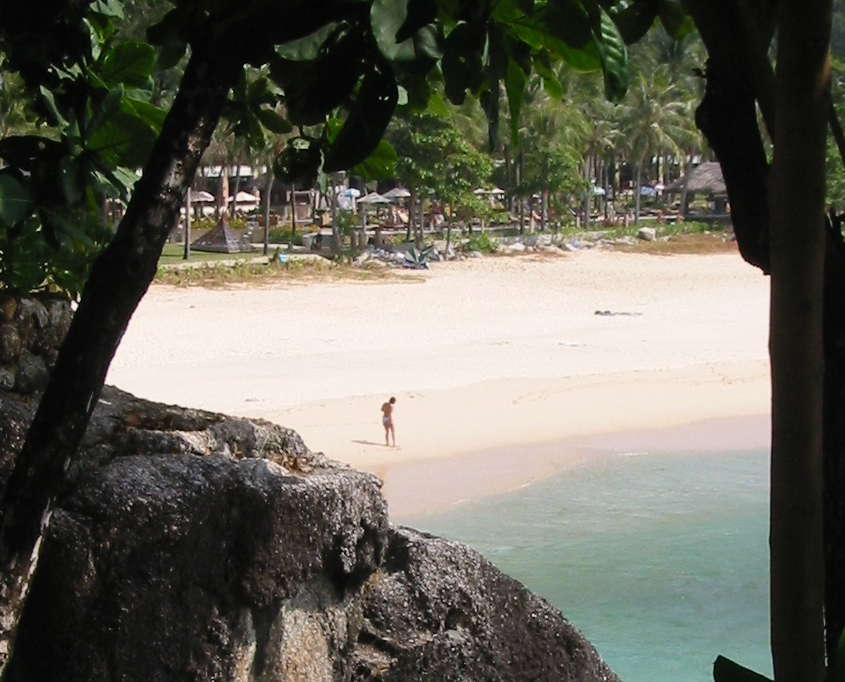
Platja de Kata Noi amb el nivell normal del mar

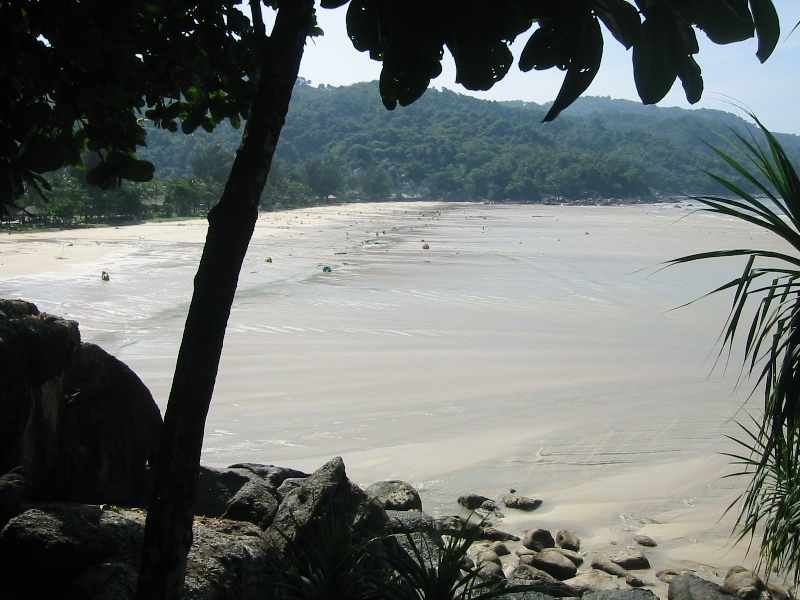
Platja de Kata Noi amb el mar reculant

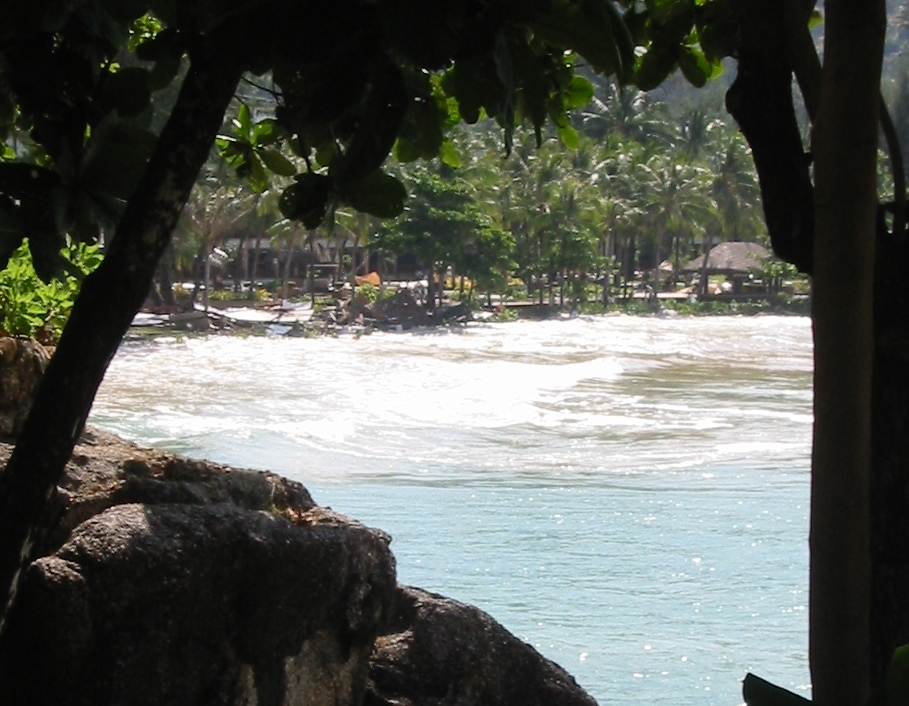
Platja de Kata Noi inundada pel mar

Hi ha altres senyals que avisen de la possible arribada d'un tsunami. El primer és el terratrèmol en si, tot i que hi ha dos inconvenients: d'una banda no tots els terratrèmols originen un tsunami i, de l'altra, ha quedat clar que el tsunami pot arribar a milers de quilòmetres de distància, raó per la qual pot ser que el terratrèmol no s'hagi sentit en aquell indret (per exemple, el terratrèmol del 26 de desembre no es va notar pas a Somàlia).
Hi ha, però, un senyal que és inconfusible. Minuts abans de l'arribada d'un tsunami, el mar recula, es retira uns centenars de metres de la costa, deixant al descobert les roques i la sorra que hi ha en el fons del mar.
Les tres fotografies de la dreta il·lustren les fases d'aquest fenomen tan característic. Corresponen a la platja de Kata Noi, a Tailàndia, del dia 26 de novembre de 2004. La primera fotografia mostra la platja en condicions normals. En la segona s'observa com les aigües de l'oceà comencen a retirar-se de la línia de la costa fins a una distància considerable. Minuts després, l'arribada del tsunami provoca que les aigües penetrin terra endins, arrasant tot el que troben pel davant.
La gent que viu a l'oceà Pacífic i que està més familiaritzada amb els tsunamis reconeix el fenomen i fuig a buscar refugi en zones elevades. Però a l'oceà Índic gairebé ningú no va entendre que aquell fet era el presagi de l'arribada d'una onada gegant, especialment els turistes que ho van interpretar com una simple baixada de la marea i els nens, que van córrer a agafar peixos i mol·luscs que havien quedat al descobert, ignorant el que arribaria en uns minuts. Curiosament, a la platja de Maikhao de l'Illa Phuket (Tailàndia) una nena britànica de 10 anys va reconèixer el fenomen perquè l'havia estudiat a classe de geografia. Ella i els seus pares van avisar tothom, es va evacuar la platja i no hi va morir ningú.
Una de les poques zones costaneres que es va evacuar abans de l'arribada del tsunami va ser a l'illa de Simeulue, una de les més properes a l'epicentre i que segurament va rebre l'impacte més fort. El folklore de l'illa recull la història d'un terratrèmol i un tsunami que colpejaren la zona l'any 1907, de manera que quan els habitants van notar el terratrèmol del dia 26 de desembre, van fugir de la costa i es refugiaren a l'interior de l'illa.

## Víctimes i danys
Com acostuma a passar en aquests casos, les primeres notícies arribades parlaven "només" de centenars de morts. Als Països Catalans, el mateix matí del dia 26 de desembre, es quantificava en 3.000 el nombre de víctimes mortals. No obstant això, la xifra va anar augmentant tràgicament en dies i setmanes posteriors.
És difícil fer-se a la idea de les dimensions de la tragèdia humana que va provocar el tsunami de l'oceà Índic. Sens dubte hi ajuda que el nombre oficial de víctimes mortals, a dia 4 de març de 2005, s'acostés a l'esfereïdora xifra de 285.000. Una xifra que s'incrementaria pel fet que encara hi havia milers persones desaparegudes. A això cal afegir els milers de ferits, els 50.000 infants que es calcula que van quedar orfes; o els més de 5 milions de persones directament afectades que es van quedar sense casa o sense mitjans per sobreviure.
Especialment esborronador és el balanç que assenyala que una tercera part de les víctimes mortals eren infants. Les raons que expliquen aquesta circumstància són diverses: la principal és que els països afectats pel tsunami tenen una població molt jove on els nens i les nenes representen un percentatge molt alt del total d'habitants. Una segona raó és que els infants van poder oposar menys resistència a la força de les onades i van ser arrossegats amb més facilitat. Finalment, alguns testimonis afirmen que molta canalla es va acostar encuriosida a les platges en observar que el mar es retirava (recordem que és un signe evident de l'arribada del tsunami), fet que els va deixar a mercè de les ones.
Afegit a això, dir que a finals de març de 2005, l'organització humanitària Oxfam Internacional va fer públic un estudi segons el qual el nombre de dones que van morir a conseqüència del tsunami va ser fins a quatre vegades superior al d'homes; i que en determinades zones el nombre de dones supervivents no arriba al 20%. Les causes d'aquesta desproporció cal trobar-les en el fet que molts homes es trobaven terra endins, treballant els camps, o mar endins, pescant, raó per la qual van sortir-ne il·lesos. Per contra, moltes dones eren a casa, prop de la costa, o a les platges esperant l'arribada dels pescadors en companyia dels fills. L'estudi afegia que aquesta circumstància podia portar greus desequilibris demogràfics, com ho posava de manifest la detecció de violacions, assetjaments i matrimonis forçats fruit de l'escassetat de dones a la regió.
La gran quantitat de morts i, sobretot, de persones desaparegudes ha contribuït a un macabre i dispar ball de xifres segons la font que es consulta. Així, per exemple, la CCRTV xifrava a finals de març de 2005 en 600.000 el nombre de víctimes (300.000 morts i 300.000 desapareguts).
A desgrat d'aquest ball de xifres que circula, el següent quadre recull la llista dels 12 països directament afectats amb el nombre -sempre provisional- de víctimes que es va produir en cadascun d'ells.
El fet que el tsunami deixà famílies desfetes i nens al carrer va facilitar als Tigres Tamils que reclutaren nens soldat. Unes 141 famílies denunciaren que els seus nens havien sigut reclutats.
|    | Estat      | Morts confirmats * | Desapareguts * | Total víctimes * |
| -- | ---------- | ------------------ | -------------- | ---------------- |
| 1  | Indonèsia  | 130.736            | 37.000         | 167.736          |
| 2  | Sri Lanka  | 35.322             | -              | 35.322           |
| 3  | Índia      | 12.405             | 5.640          | 18.045           |
| 4  | Tailàndia  | 8.212              | -              | 8.212            |
| 5  | Somàlia    | 78                 | 211            | 289              |
| 6  | Maldives   | 82                 | 26             | 108              |
| 7  | Myanmar    | 61                 |                | 61               |
| 8  | Malàisia   | 69                 | 6              | 75               |
| 9  | Tanzània   | 13                 |                | 13               |
| 10 | Seychelles | 2                  | -              | 2                |
| 11 | Bangladesh | 2                  | -              | 2                |
| 12 | Kenya      | 1                  |                | 1                |
|    | Total      | 186.983            | 42.883         | 229.866          |

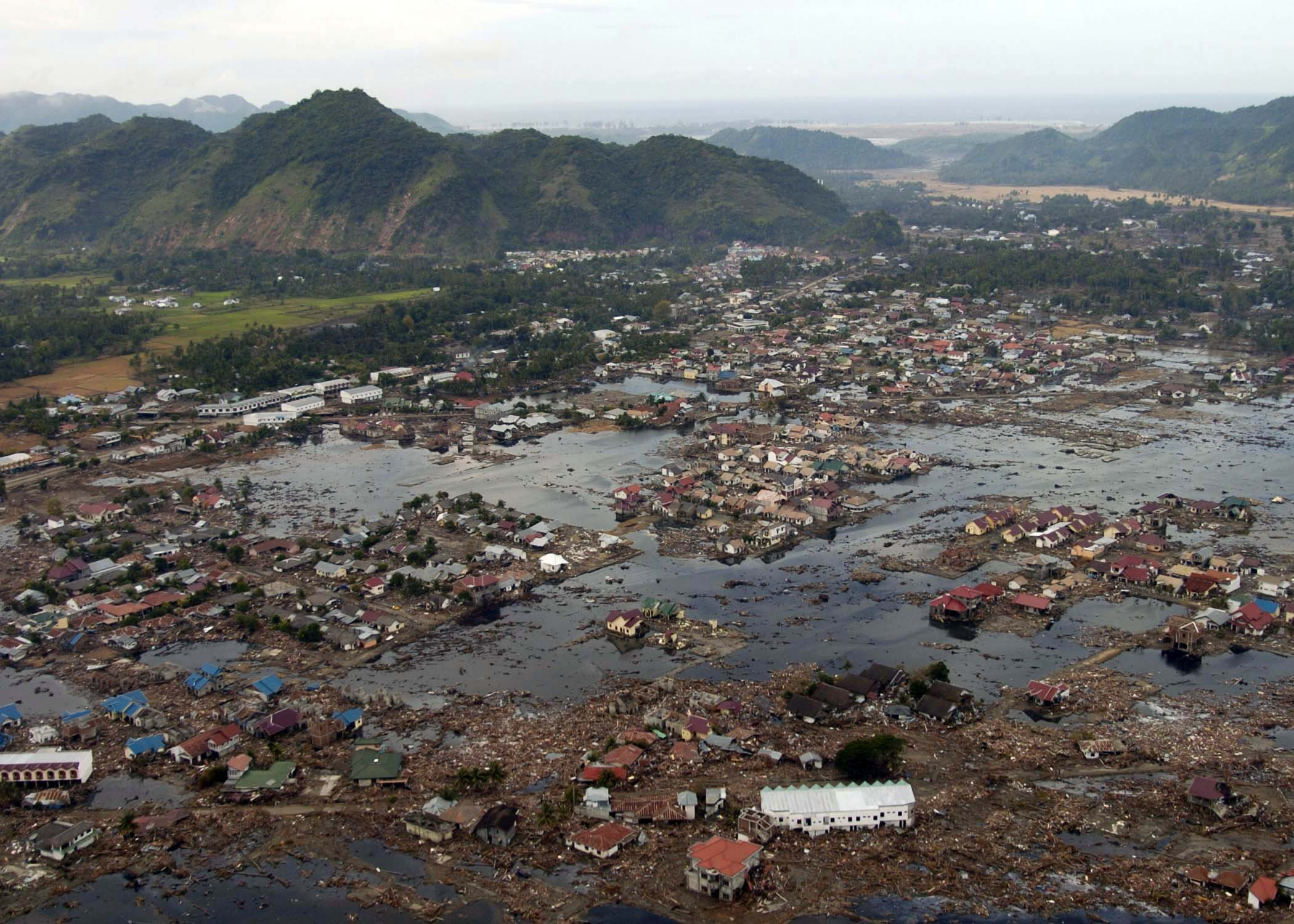
Devastació en una vila costanera de l'illa de Sumatra després del pas del tsunami del 26 de desembre de 2004 (Font: US Navy)

Ningú no qüestionà que la tragèdia del sud-est asiàtic va provocar un impacte a escala mundial. Les escenes de devastació que es van poder veure per la televisió arribaren a tots els racons del planeta i no van deixar ningú indiferent. És per això que es parlà de tragèdia global, per la magnitud dels seus efectes i per la repercussió que va tenir arreu. A aquesta visió de tragèdia global hi va contribuir molt el fet que entre els milers de víctimes s'hi trobessin prop de 9.000 estrangers (la majoria europeus) que, fugint del fred hivern de l'hemisferi nord, passaven les vacances de Nadal en aquests països de clima tropical. De tots, el país que va perdre més turistes fou Suècia.

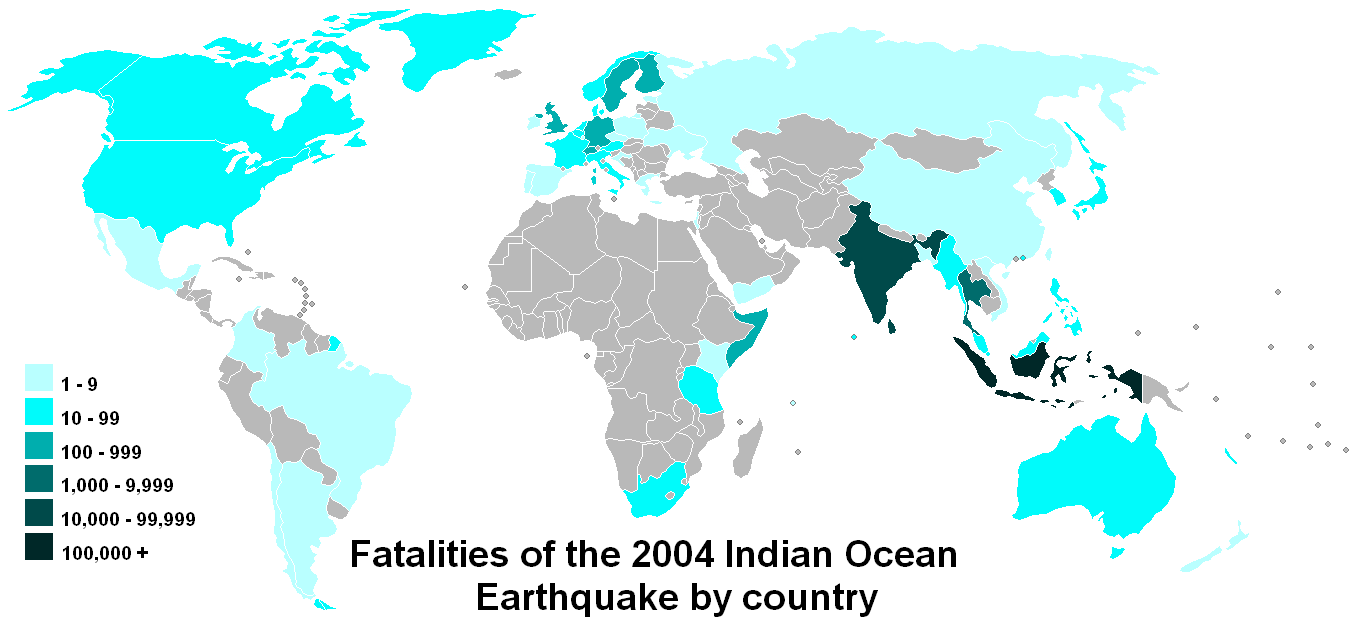
Víctimes mortals del Tsunami de l'Oceà Índic de 2004 per país

Pel que fa als danys materials, aquests van ser tan enormes que la comunitat internacional calcula el cost de la reconstrucció en uns 7.800 milions de dòlars, que equivalen aproximadament a uns 6.027 milions d'euros (més d'un bilió de les antigues pessetes). A més a més, els experts es posen d'acord en assenyalar que caldran anys, fins i tot dècades, per recuperar l'aspecte que originàriament oferien les costes dels països afectats.